# Valerio Vermiglio
Valerio Vermiglio (ur. 1 marca 1976 w Mesynie) – włoski siatkarz, grający na pozycji rozgrywającego, w latach 1997–2007 reprezentant kraju (308 meczów), srebrny medalista olimpijski z Igrzysk w Atenach (2004). Jedna z ikon włoskiej siatkówki.

## Sukcesy klubowe
Puchar Włoch:
- 1993, 2004, 2005, 2007, 2008, 2009

Mistrzostwo Włoch:
- 1994, 1996, 2003, 2004, 2005, 2007
- 1995, 1997, 2006

Superpuchar Europy:
- 1994
- 1995

Liga Mistrzów:
- 1995, 2006, 2012
- 2013

Puchar CEV:
- 2003

Superpuchar Włoch:
- 2003, 2004, 2005, 2008

Puchar Challenge:
- 2011

Superpuchar Rosji:
- 2011, 2012

Klubowe Mistrzostwa Świata:
- 2011

Mistrzostwo Rosji:
- 2012
- 2013

Mistrzostwo Iranu:
- 2015

## Sukcesy reprezentacyjne
Liga Światowa:
- 1999
- 2004

Mistrzostwa Europy:
- 2003, 2005
- 2001

Puchar Świata:
- 2003

Igrzyska Olimpijskie:
- 2004

Puchar Wielkich Mistrzów:
- 2005

## Nagrody indywidualne
- 2003: MVP Superpucharu Włoch
- 2004: MVP Pucharu Włoch
- 2006: Najlepszy rozgrywający Final Four Ligi Mistrzów
- 2008: MVP Pucharu Włoch
- 2012: Najlepszy rozgrywający Final Four Ligi Mistrzów

## Życie prywatne
Ma żonę Catherinę i syna Federico.